# Rzęsin (przystanek kolejowy)
Rzęsin – zlikwidowany przystanek osobowy gryfickiej kolei wąskotorowej w Rzęsinie, w województwie zachodniopomorskim, w Polsce. Przystanek został zamknięty po 1. września 1996 roku.